# Eleições parlamentares europeias de 2019 (Croácia)
As eleições parlamentares europeias de 2019 na Croácia foram ser realizadas a 26 de Maio e serviram para eleger os 11 deputados nacionais para o Parlamento Europeu. Aquando da oficialização do Brexit, o país passará a ter 12 deputados, ou seja mais 1 em relação aos que tem agora.

## Composição 2014-2019 (Final do Mandato)

### Partidos Nacionais
| Partido | Partido                          | Deputados | Grupo                                             |
| ------- | -------------------------------- | --------- | ------------------------------------------------- |
|         | União Democrática Croata         | 4 / 12    | Grupo do Partido Popular Europeu                  |
|         | Partido Social-Democrata         | 4 / 12    | Aliança Progressista dos Socialistas e Democratas |
|         | Partido Conservador Croata       | 1 / 12    | Reformistas e Conservadores Europeus              |
|         | Assembleia Democrática da Ístria | 1 / 12    | Aliança dos Liberais e Democratas pela Europa     |
|         | Aliança Liberal Cívica           | 1 / 12    | Aliança dos Liberais e Democratas pela Europa     |
|         | Independentes                    | 1 / 12    |                                                   |

### Grupos Parlamentares
| Grupo | Grupo                                             | Deputados |
| ----- | ------------------------------------------------- | --------- |
|       | Grupo do Partido Popular Europeu                  | 4 / 12    |
|       | Aliança Progressista dos Socialistas e Democratas | 4 / 12    |
|       | Aliança dos Liberais e Democratas pela Europa     | 1 / 12    |
|       | Reformistas e Conservadores Europeus              | 1 / 12    |
|       | Grupo dos Verdes/Aliança Livre Europeia           | 1 / 11    |

## Principais partidos
Os principais partidos concorrentes são os seguintes:
| Partido | Partido | Cabeça de Lista    | Afiliação europeia                                                                      |
| ------- | --- | ------------------ | --------------------------------------------------------------------------------------- |
|         | União Democrática Croata | Karlo Ressler      | Partido Popular Europeu                                                                 |
|         | Partido Social-Democrata | Tonino Picula      | Partido Socialista Europeu                                                              |
|         | Bloqueio Humano | Tihomir Lukanic    |                                                                                         |
|         | Coligação Amesterdão - Partido Agrário Croata - Aliança Liberal Cívica - Assembleia Democrática da Ístria - Partido Croata dos Pensionistas - Aliança de Primorje-Gorski Kotar - Democratas - Trabalhistas - Partido do Trabalho | Valter Flego       | Partido da Aliança dos Liberais e Democratas pela Europa                                |
|         | Ponte de Listas Independentes | Božo Petrov        |                                                                                         |
|         | Partido do Trabalho e Solidariedade | Martina Bienenfeld |                                                                                         |
|         | Partido Popular Croata - Liberais Democratas | Matija Posavec     | Partido da Aliança dos Liberais e Democratas pela Europa                                |
|         | Independentes pela Croácia - Partido dos Direitos da Croácia | Bruna Esih         |                                                                                         |
|         | START | Dalija Oreskovic   |                                                                                         |
|         | Partido Conservador Croata - Crescimento Croata - Partido dos Direitos da Croácia - Dr. Ante Starčević - Soberanistas Croatas | Ruža Tomašić       | - Aliança dos Reformistas e Conservadores Europeus - Movimento Político Cristão Europeu |

## Resultados Oficiais
| Partido                 | Partido                                                      | Votos     | %               | +/-   | Deputados | +/-     |
| ----------------------- | ------------------------------------------------------------ | --------- | --------------- | ----- | --------- | ------- |
|                         | União Democrática Croata                                     | 244 076   | 22,72 / 100,00  | 18,70 | 4 / 12    | Estável |
|                         | Partido Social-Democrata                                     | 200 976   | 18,71 / 100,00  | 11,22 | 4 / 12    | 1       |
|                         | Partido Conservador Croata                                   | 91 546    | 8,52 / 100,00   | Novo  | 1 / 12    | Novo    |
|                         | Mislav Kolakušić (Candidato independente)                    | 84 765    | 7,89 / 100,00   | Novo  | 1 / 12    | Novo    |
|                         | Bloqueio Humano                                              | 60 847    | 5,66 / 100,00   | 5,19  | 1 / 12    | 1       |
|                         | Coligação Amesterdão                                         | 55 806    | 5,19 / 100,00   | Novo  | 1 / 12    | Novo    |
|                         | Ponte de Listas Independentes                                | 50 257    | 4,67 / 100,00   | Novo  | 0 / 12    | Novo    |
|                         | Marijana Petir (Candidata independente)                      | 47 358    | 4,40 / 100,00   | Novo  | 0 / 12    | Novo    |
|                         | Independentes pela Croácia - Partido dos Direitos da Croácia | 46 970    | 4,37 / 100,00   | Novo  | 0 / 12    | Novo    |
|                         | Partido Democrático Independente Sérvio                      | 28 597    | 2,66 / 100,00   | -     | 0 / 12    | -       |
|                         | Partido Popular Croata - Liberais Democratas                 | 27 958    | 2,60 / 100,00   | -     | 0 / 12    | -       |
|                         | Partido da Anti-Corrupção, Desenvolvimento e Transparência   | 21 744    | 2,02 / 100,00   | Novo  | 0 / 12    | Novo    |
|                         | Partido do Trabalho e Solidariedade                          | 21 175    | 1,97 / 100,00   | Novo  | 0 / 12    | Novo    |
|                         | Esquerda Verde                                               | 19 313    | 1,79 / 100,00   | 7,63  | 0 / 12    | 1       |
|                         | Pametno - Unija Kvarnera                                     | 15 074    | 1,40 / 100,00   | Novo  | 0 / 12    | Novo    |
|                         | Outros (com menos de 1,00%)                                  | 57 492    | 5,24 / 100,00   |       | 0 / 12    |         |
| Votos Inválidos         | Votos Inválidos                                              | 29 597    | 2,68 / 100,00   | 0,38  |           |         |
| Total                   | Total                                                        | 1 103 551 | 100,00 / 100,00 |       | 12 / 12   |         |
| Eleitorado/Participação | Eleitorado/Participação                                      | 3 696 907 | 29,86 / 100,00  | 4,62  |           |         |
| Fonte                   | Fonte                                                        | [ 3 ]     | [ 3 ]           | [ 3 ] | [ 3 ]     | [ 3 ]   |

#### Deputados Antes/Depois do Brexit
| Partido | Partido                                   | Antes   | Depois  | +/-     |
| ------- | ----------------------------------------- | ------- | ------- | ------- |
|         | União Democrática Croata                  | 4 / 11  | 4 / 12  | Estável |
|         | Partido Social-Democrata                  | 3 / 11  | 4 / 12  | 1       |
|         | Partido Conservador Croata                | 1 / 11  | 1 / 12  | Estável |
|         | Mislav Kolakušić (Candidato independente) | 1 / 11  | 1 / 12  | Estável |
|         | Bloqueio Humano                           | 1 / 11  | 1 / 12  | Estável |
|         | Assembleia Democrática da Ístria          | 1 / 11  | 1 / 12  | Estável |
|         |                                           | 11 / 11 | 12 / 12 | 1       |

## Composição 2019-2024

### Partidos Nacionais
| Partido | Partido                                   | Deputados | Grupo                                             |
| ------- | ----------------------------------------- | --------- | ------------------------------------------------- |
|         | União Democrática Croata                  | 4 / 12    | Grupo do Partido Popular Europeu                  |
|         | Partido Social-Democrata                  | 4 / 12    | Aliança Progressista dos Socialistas e Democratas |
|         | Partido Conservador Croata                | 1 / 12    | Reformistas e Conservadores Europeus              |
|         | Mislav Kolakušić (Candidato independente) | 1 / 12    | Não-Inscritos                                     |
|         | Bloqueio Humano                           | 1 / 12    | Sem grupo                                         |
|         | Assembleia Democrática da Ístria          | 1 / 12    | Renovar Europa                                    |

### Grupos parlamentares
| Grupo | Grupo                                             | Deputados |
| ----- | ------------------------------------------------- | --------- |
|       | Grupo do Partido Popular Europeu                  | 4 / 12    |
|       | Aliança Progressista dos Socialistas e Democratas | 4 / 12    |
|       | Reformistas e Conservadores Europeus              | 1 / 12    |
|       | Não-Inscritos                                     | 1 / 12    |
|       | Sem grupo                                         | 1 / 12    |
|       | Renovar Europa                                    | 1 / 12    |